# It Takes Two
It Takes Two (с англ. — «Для этого нужны двое») — компьютерная игра в жанре action-adventure, разработанная Hazelight Studios и изданная Electronic Arts по программе EA Originals. Выпуск игры на Windows, PlayStation 4, PlayStation 5, Xbox One и Xbox Series X/S состоялся 26 марта 2021 года. Версия игры для Nintendo Switch была выпущена 4 ноября 2022 года. Как и в A Way Out, первую игру студии, в It Takes Two нельзя играть одному игроку: единственный доступный игровой режим — кооперативный для двух игроков, которые могут играть в игру как по сети, так и за одним устройством посредством разделённого экрана. Игра была позитивно принята критиками и получила награду в номинации «Игра года» на церемонии вручения премии The Game Awards 2021.

## Игровой процесс
It Takes Two — компьютерная игра в жанре action-adventure с элементами платформера. Она была специально разработана для игры в кооперативном режиме на разделённом экране, а потому для игры требуется второй игрок, который также может подключиться по сети. Игроки управляют родителями маленькой девочки, находящимися на грани развода. Волшебная книга о любви превращает героев в маленьких кукол, и теперь, чтобы вернуть себе прежний облик, им необходимо перешагнуть через свои обиды и разногласия и действовать вместе, помогая друг другу в этом сложном, но ярком и эмоциональном приключении. В игре представлено множество игровых механик из игр разных жанров.

## Разработка
Разработкой игры руководил Юсеф Фарес, ранее выступавший руководителем разработки предыдущей игры A Way Out студии Hazelight Studios, а также игры Brothers: A Tale of Two Sons студии Starbreeze. После выпуска A Way Out студия решила разработать ещё одну игру, доступную для прохождения только в кооперативном режиме, так как разработчики набрались опыта и решили, что игровые концепты A Way Out можно дальше улучшать и расширять. В процессе разработки команда постоянно следила за тем, чтобы сохранялась связь между игровым процессом и нарративом, и чтобы по мере того, как раскрывается история, соответственно менялись и игровые механики. Фарес постоянно подталкивал команду использовать столько механик и компонентов, сколько возможно, поскольку считал, что если игровые механики будут переиспользоваться, игра станет «не такой особенной». Фарес описывал игру как «романтическую комедию» и лично работал актёром для захвата движения доктора Хакима, одного из ключевых персонажей игры.
Как и A Way Out, It Takes Two издавалась через программу EA Originals компании Electronic Arts. По условию программы, студия сохраняет полную свободу творчества и получает большую часть прибыли игры после того как окупается разработка игры. О том, что компания заключила договор на издание следующей игры Hazelight, EA объявила в июне 2019 года. В июне 2020 года игра была представлена на выставке EA Play. EA и Hazelight разработали программу «Friend’s Pass», которая позволяет игроку, купившему игру, отправить приглашение друзьям, которые смогут присоединиться к игре бесплатно. Выпуск игры на Windows, PlayStation 4, PlayStation 5, Xbox One и Xbox Series X/S состоялся 26 марта 2021 года.

## Восприятие

### Отзывы критиков
| Сводный рейтинг       | Сводный рейтинг                                |
| Агрегатор             | Оценка                                         |
| --------------------- | ---------------------------------------------- |
| Metacritic            | PC: 88/100 PS4: 89/100 PS5: 88/100 XSX: 89/100 |
| OpenCritic            | 88/100                                         |
| Иноязычные издания    |                                                |
| Издание               | Оценка                                         |
| Edge                  | 8/10                                           |
| Game Informer         | 9,25/10                                        |
| GameRevolution        | 9,5/10                                         |
| GameSpot              | 9/10                                           |
| GamesRadar+           | [ 21 ]                                         |
| IGN                   | 9/10                                           |
| Jeuxvideo.com         | 18/20                                          |
| PC Gamer (US)         | 80/100                                         |
| Русскоязычные издания |                                                |
| Издание               | Оценка                                         |
| 3DNews                | 10/10                                          |
| PlayGround.ru         | 10/10                                          |
| StopGame.ru           | Изумительно                                    |
| «Игромания»           | [ 28 ]                                         |
| «Игры Mail.ru»        | 9,5/10                                         |
| «Канобу»              | 9/10                                           |

На агрегаторе рецензий Metacritic It Takes Two получила преимущественно положительные отзывы игровых ресурсов. Рецензенты похвалили проект за удачное сочетание разных жанров и геймплейный темп проекта. По мнению многих критиков It Takes Two является одной из лучших кооперативных игр за последние несколько лет.
По мнению рецензента издания GamesRadar Сэм Лавридж: «It Takes Two — это достойное приключение в стиле Pixar, постоянно радующее новшествами и предлагающее игрокам отличный совместный опыт, которого больше нигде не найдёшь».
Журналист портала The Gamer Кирк Маккинд, поставивший игре 4,5 балла из 5, похвалил It Takes Two, назвав её «лучшей кооперативной игрой, в которую можно поиграть прямо сейчас». По его мнению «игра гораздо амбициознее и дороже A Way Out, которая всё ещё по-своему гениальна. Юсеф Фарес и команда Hazelight вывели механики на новый уровень».

### Продажи
It Takes Two стала коммерчески успешной. По оценкам Hazelight Studios, за менее чем 30 дней после выпуска игры было продано миллион копий на всех платформах — как физических, так и цифровых версий. 17 июня 2021 года разработчики отчитались о двухмиллионном тираже — такого результата игра достигла за два месяца. К октябрю 2021 года число проданных копий достигло трёх миллионов. В феврале 2022 года, спустя менее одного года после выпуска, разработчики объявили о 5 миллионах проданных копий. В феврале 2023 года разработчики сообщили, что продажи It Takes Two превысили 10 миллионов копий. В октябре 2024 года разработчики сообщили, что продажи It Takes Two превысили 20 миллионов копий.

### Награды
Издание «Игромания», подводя итоги года, поставило игру на 5-е место в номинации «Игра года» и на 1-е место в номинации «Мультиплеер года». Также журнал «Мир Фантастики» поставил игру на 1-е место в номинации «Лучшие видеоигры 2021 года» (так же как и Guardians of the Galaxy). В марте 2022 года на ежегодной премии LUDI Awards, организованной сайтами Канобу и Игромания, игра заняла 1-е место в категории «Глобальная игра года».
| 2021 | Golden Joystick Awards        | Лучшая многопользовательская игра         | Победа    | [ 44 ] [ 45 ] |
| 2021 | Golden Joystick Awards        | Игра года                                 | Номинация | [ 44 ] [ 45 ] |
| 2021 | The Game Awards               | Игра года                                 | Победа    | [ 46 ] [ 47 ] |
| 2021 | The Game Awards               | Лучшая игровая режиссура                  | Номинация | [ 46 ] [ 47 ] |
| 2021 | The Game Awards               | Лучшее повествование                      | Номинация | [ 46 ] [ 47 ] |
| 2021 | The Game Awards               | Лучшая семейная игра                      | Победа    | [ 46 ] [ 47 ] |
| 2021 | The Game Awards               | Лучшая многопользовательская игра         | Победа    | [ 46 ] [ 47 ] |
| 2021 | The Game Awards               | Выбор игроков                             | 3-е место | [ 46 ] [ 47 ] |
| 2021 | Steam Awards                  | Друг познаётся в игре                     | Победа    | [ 48 ]        |
| 2022 | Annie Awards                  | Лучшая анимация персонажей - видеоигра    | Номинация | [ 49 ] [ 50 ] |
| 2022 | Game Developers Choice Awards | Лучший дизайн                             | Победа    | [ 51 ] [ 52 ] |
| 2022 | Game Developers Choice Awards | Награда за инновации                      | Номинация | [ 51 ] [ 52 ] |
| 2022 | Game Developers Choice Awards | Лучшее повествование                      | Номинация | [ 51 ] [ 52 ] |
| 2022 | Game Developers Choice Awards | Премия за социальное влияние              | Номинация | [ 51 ] [ 52 ] |
| 2022 | Game Developers Choice Awards | Игра года                                 | Номинация | [ 51 ] [ 52 ] |
| 2022 | D.I.C.E. Awards               | Игра года                                 | Победа    | [ 53 ]        |
| 2022 | D.I.C.E. Awards               | Приключение года                          | Номинация | [ 53 ]        |
| 2022 | D.I.C.E. Awards               | Лучший оригинальный саундтрек             | Номинация | [ 53 ]        |
| 2022 | D.I.C.E. Awards               | Выдающееся достижение в игровой режиссуре | Номинация | [ 53 ]        |
| 2022 | D.I.C.E. Awards               | Выдающееся достижение в игровом дизайне   | Победа    | [ 53 ]        |
| 2022 | D.I.C.E. Awards               | Выдающееся достижение в аудиодизайне      | Номинация | [ 53 ]        |
| 2022 | British Academy Games Awards  | Лучшая игра                               | Номинация | [ 54 ] [ 55 ] |
| 2022 | British Academy Games Awards  | Приз «Игра за гранью развлечения»         | Номинация | [ 54 ] [ 55 ] |
| 2022 | British Academy Games Awards  | Лучшая игра по оригинальной франшизе      | Победа    | [ 54 ] [ 55 ] |
| 2022 | British Academy Games Awards  | Лучший мультиплеер                        | Победа    | [ 54 ] [ 55 ] |
| 2022 | British Academy Games Awards  | Лучшее повествование                      | Номинация | [ 54 ] [ 55 ] |
| 2022 | British Academy Games Awards  | Лучший геймдизайн                         | Номинация | [ 54 ] [ 55 ] |
| 2022 | British Academy Games Awards  | Лучшая анимация                           | Номинация | [ 54 ] [ 55 ] |
| 2022 | British Academy Games Awards  | Приз за художественные достижения         | Номинация | [ 54 ] [ 55 ] |
| 2022 | British Academy Games Awards  | Выбор аудитории                           | Номинация | [ 54 ] [ 55 ] |